# Liste der Biografien/Sod
Liste der Biografien |
Portal Biografien |
Personensuche
# |
A |
B |
C |
D |
E |
F |
G |
H |
I |
J |
K |
L |
M |
N |
O |
P |
Q |
R |
S |
T |
U |
V |
W |
X |
Y |
Z |
?
 
Sa |
Sb |
Sc |
Sd |
Se |
Sf |
Sg |
Sh |
Si |
Sj |
Sk |
Sl |
Sm |
Sn |
So |
Sp |
Sq |
Sr |
Ss |
St |
Su |
Sv |
Sw |
Sy |
Sz
 
Soa |
Sob |
Soc |
Sod |
Soe |
Sof |
Sog |
Soh |
Soi |
Soj |
Sok |
Sol |
Som |
Son |
Soo |
Sop |
Sor |
Sos |
Sot |
Sou |
Sov |
Sow |
Sox |
Soy |
Soz
Die Liste der Biografien führt alle Personen auf, die in der deutschsprachigen Wikipedia einen Artikel haben. Dieses ist eine Teilliste mit 177 Einträgen von Personen, deren Namen mit den Buchstaben „Sod“ beginnt.

## Sod

### Soda
- Soda, Kazuo (* 1930), japanischer Friedensaktivist
- Sōda, Kiichirō (1881–1927), japanischer Wirtschaftstheoretiker
- Soda, Masahito (* 1968), japanischer Mangaka (Comiczeichner)
- Soda, Molly (* 1989), Performancekünstlerin
- Soda, Yūshi (* 1978), japanischer Fußballspieler
- Sødahl, Maria (* 1965), norwegische Filmregisseurin und Drehbuchautorin
- Sodan, Helge (* 1959), deutscher Rechtswissenschaftler
- Sodann, Franz (* 1973), deutscher Schauspieler und Politiker (Die Linke), MdL
- Sodann, Peter (1936–2024), deutscher Schauspieler, Regisseur, Theaterintendant und AutorPeter Sodann (1936–2024)

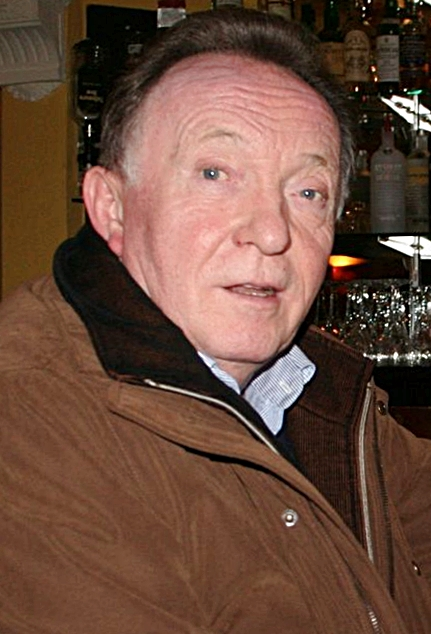
Peter Sodann (1936–2024)

- Sodano, Angelo (1927–2022), italienischer Kardinal, Kardinalstaatssekretär der römischen Kurie (1991–2006)
- Sodano, Giovanni (1901–1991), italienischer Landwirt, Politiker, Mitglied der Camera dei Deputati
- Sodano, Vittorio, italienischer Maskenbildner
- Sodargye, Khenpo (* 1962), tibetischer Lama, buddhistischer Gelehrter und Übersetzer
- Sodaro, Chelsea (* 1989), US-amerikanische Triathletin
- Sodat, Stefan (1907–1988), österreichischer Politiker
- Sodat, Stefan (* 1941), österreichischer Skirennläufer

### Sodd
- Soddimo, Danilo (* 1987), italienischer Fußballspieler
- Soddu, Francesco Antonio (* 1959), italienischer Geistlicher, römisch-katholischer Bischof von Terni-Narni-Amelia
- Soddu, Ubaldo (1883–1949), italienischer General und Politiker
- Soddy, Alexander (* 1982), britischer Dirigent und Pianist
- Soddy, Frederick (1877–1956), englischer ChemikerFrederick Soddy (1877–1956)

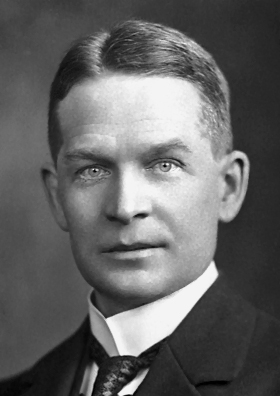
Frederick Soddy (1877–1956)

### Sode
- Sode, Claudia (* 1969), deutsche Byzantinistin
- Sode, Edmund (1856–1922), deutscher Bildhauer und Keramikdesigner
- Sode, Moritz vom (1527–1606), deutscher Theologe, Kanoniker, Propst und Stiftungsgründer
- Sodeika, Gintaras (* 1961), litauischer Komponist und Politiker
- Sodeika, Tomas (* 1949), litauischer Philosoph
- Sodemann, Knut (* 1960), deutscher Kameramann und Produzent
- Soden, Alfred von (1866–1943), deutscher Generalleutnant
- Soden, Amélie von (1869–1953), deutsche Politikerin und Mitglied der Verfassunggebenden Landesversammlung des freien Volksstaates Württemberg
- Soden, Elisabeth Gräfin von (1921–2008), deutsche Sportschützin und Weltmeisterin im Wurftaubenschießen
- Soden, Emilie von (1835–1913), deutsche Freifrau und markante Persönlichkeit im karitativen Leben der Stadt Stuttgart
- Soden, Eugenie von (1858–1930), deutsche Schriftstellerin und Frauenrechtlerin
- Soden, Franz von (1790–1869), deutscher Oberstleutnant und Nürnberger Historiker
- Soden, Franz von (1856–1945), württembergischer General der InfanterieFranz von Soden (1856–1945)

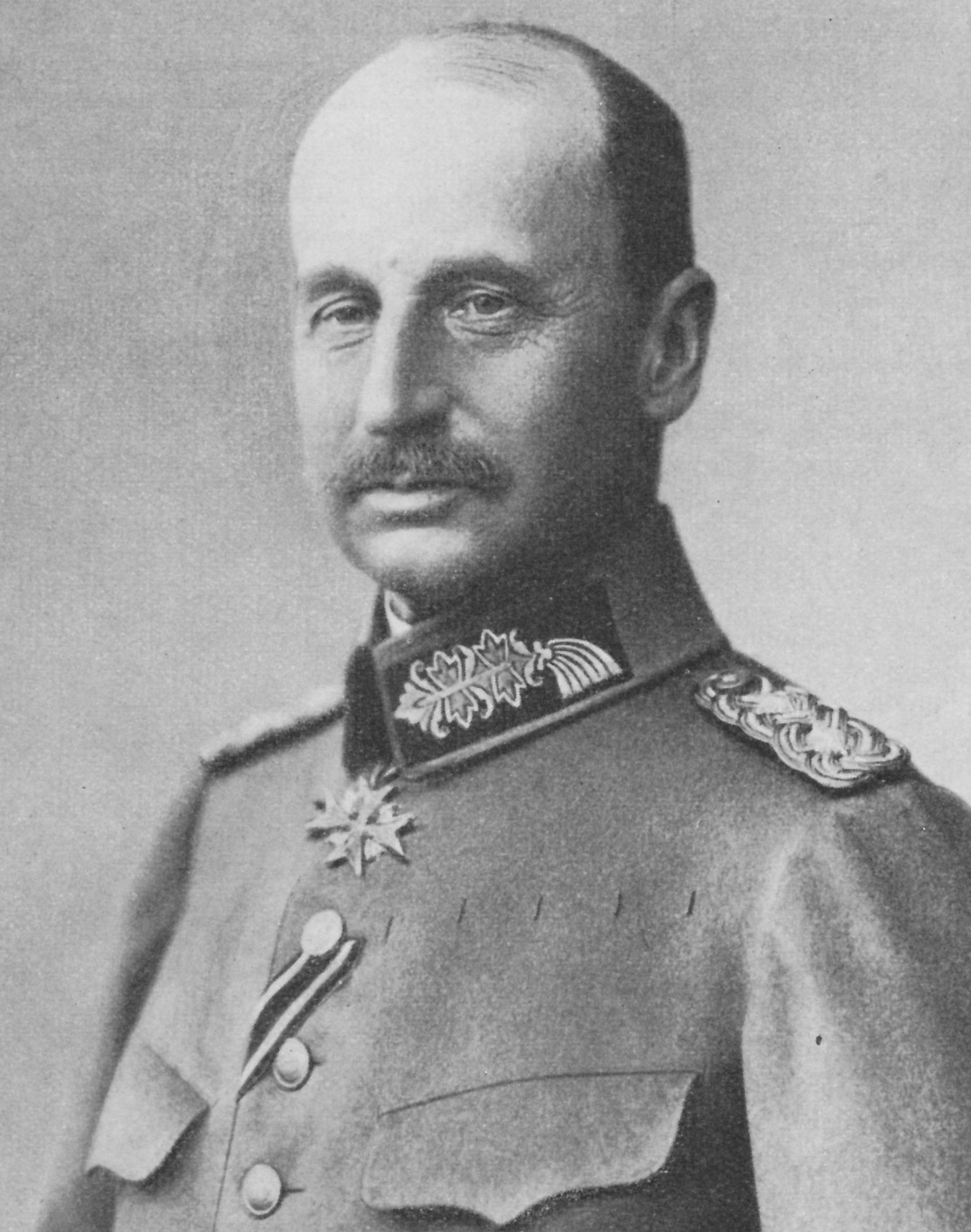
Franz von Soden (1856–1945)

- Soden, Hans von (1881–1945), deutscher evangelischer Theologe
- Soden, Hermann von (1852–1914), evangelischer Theologe
- Soden, Julius von (1754–1831), deutscher Schriftsteller
- Soden, Julius von (1846–1921), deutscher Beamter und Politiker, Konsul und Kolonialgouverneur
- Soden, Kristine von (* 1947), deutsche Autorin
- Soden, Oskar von (1831–1906), deutscher Diplomat in Württemberg
- Soden, Stephan von (* 1974), deutscher Theaterschauspieler
- Soden, Theodor von (1863–1914), württembergischer Oberamtmann
- Soden, Wolfram von (1908–1996), deutscher Altorientalist
- Soden-Fraunhofen, Alfred Graf von (1875–1944), deutscher Erfinder und der Mitbegründer der ZF Friedrichshafen AG
- Soden-Fraunhofen, Heinrich von (1920–2000), deutscher Geistlicher, Weihbischof der Erzdiözese München und Freising
- Soden-Fraunhofen, Josef Graf von (1883–1972), deutscher Jurist, Diplomat und Politiker
- Soden-Fraunhofen, Maximilian von (1844–1922), deutscher Jurist und Politiker (Zentrum), Innenminister Bayern, MdR
- Sodenkamp, Daniel (* 1967), deutscher Politiker (FDP), MdL
- Sodenstern, Georg von (1889–1955), deutscher General der Infanterie im Zweiten Weltkrieg
- Sodenstern, Hans von (1881–1934), preußischer Major und völkischer Schriftsteller
- Soder von Güldenstubbe, Erik (* 1948), deutscher römisch-katholischer Kirchenhistoriker und Archivar
- Soder, Alfred (1880–1957), Schweizer Maler und Radierer
- Söder, Angelika (* 1989), deutsche Fußballschiedsrichterin
- Söder, Annika (* 1955), schwedische Diplomatin und Politikerin
- Söder, Gerald, deutscher Radrennfahrer
- Söder, Hans Wilhelm (1921–1990), deutscher Maler
- Söder, Hermann (1946–2006), deutscher Kommunalpolitiker
- Söder, Jörn (* 1934), deutscher Generalleutnant der Bundeswehr
- Söder, Karin (1928–2015), schwedische Politikerin (Centerpartiet), Mitglied des Riksdag
- Söder, Lisa Marie (* 2002), deutsche Kampfsportlerin des Brasilianischen Jiu Jitsu
- Söder, Markus (* 1967), deutscher Politiker (CSU), MdL, StaatsministerMarkus Söder (* 1967)

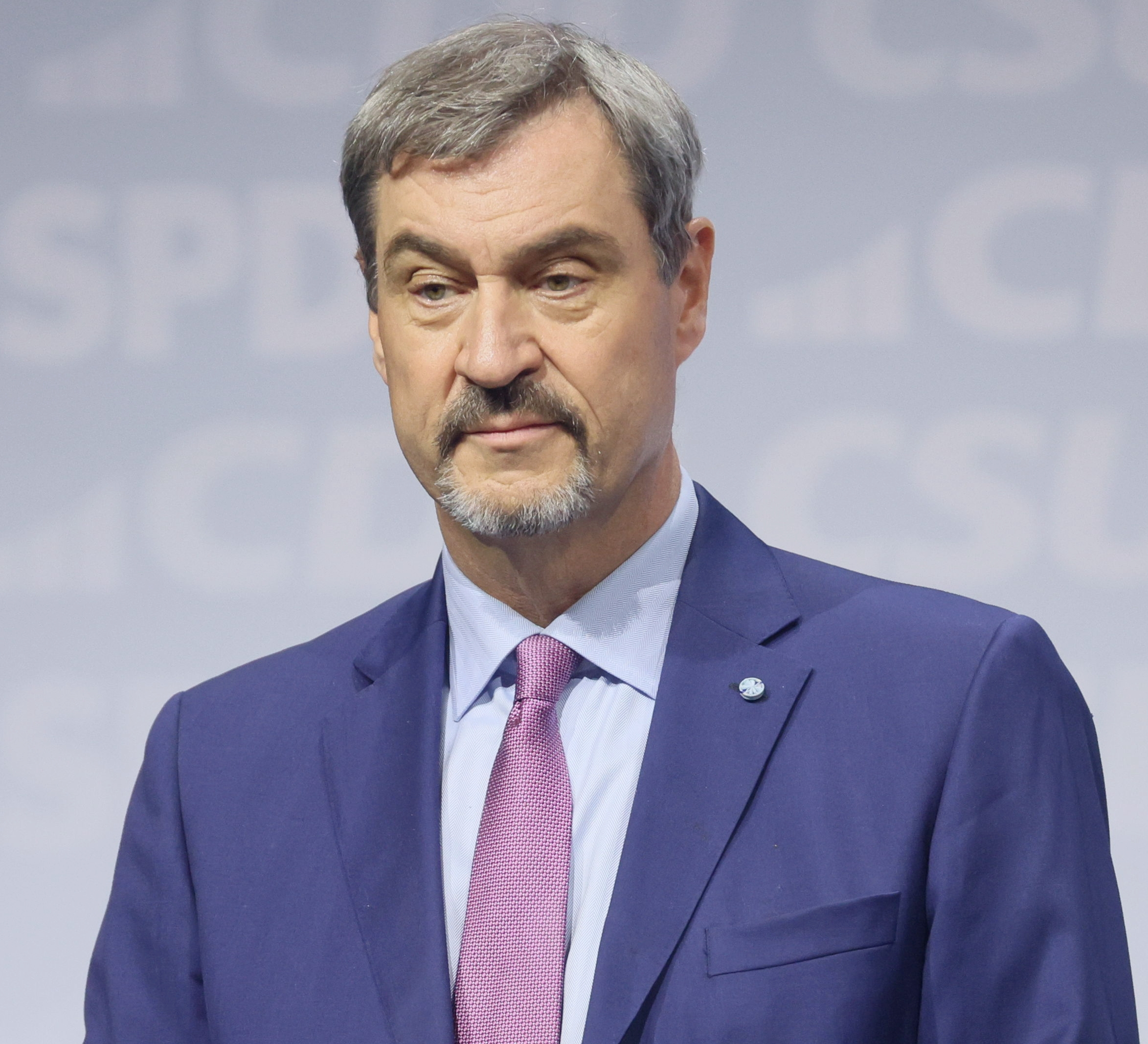
Markus Söder (* 1967)

- Söder, Nicole (* 1980), deutsche Fußballspielerin
- Soder, Nora (* 1991), Schweizer Politikerin
- Söder, Robin (* 1991), schwedischer Fußballspieler
- Soder, Stefan (* 1975), österreichischer Schriftsteller
- Söderbaum, Henrik Gustaf (1862–1933), schwedischer Chemiker
- Söderbaum, Kristina (1912–2001), schwedische SchauspielerinKristina Söderbaum (1912–2001)

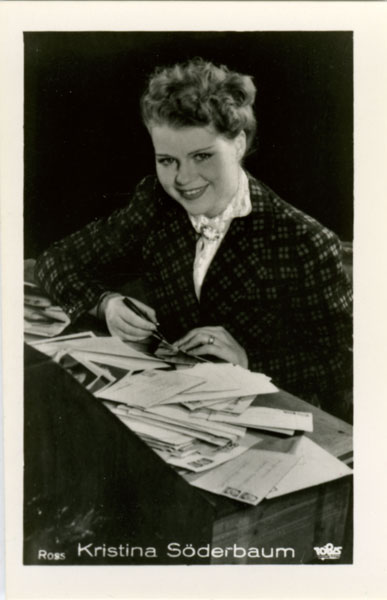
Kristina Söderbaum (1912–2001)

- Söderberg, Anna (* 1973), schwedische Leichtathletin
- Söderberg, Betty (1910–1993), dänische Schauspielerin
- Söderberg, Björn (1958–1999), schwedischer Unterstützer der Arbeiterunion
- Søderberg, Bo (* 1977), dänisch-australischer Volleyball- und Beachvolleyballspieler
- Söderberg, Carl (* 1985), schwedischer Eishockeyspieler
- Söderberg, Curt (1927–2010), schwedischer Hindernisläufer
- Söderberg, Elisabeth (1912–1991), österreichisch-schwedische Malerin, Grafikerin und Schriftstellerin
- Söderberg, Eugénie (1903–1973), schwedisch-US-amerikanische Journalistin, Autorin und Übersetzerin
- Söderberg, Freddy (* 1984), schwedischer Fußballspieler
- Söderberg, Henry (1916–1997), schwedischer Rechtsanwalt, Y.M.C.A-Delegierter für die Betreuung von Kriegsgefangenen im Deutschen Reich während des Zweiten Weltkriegs
- Söderberg, Hjalmar (1869–1941), schwedischer Schriftsteller
- Söderberg, Jan-Ulf (* 1959), schwedischer Squashspieler
- Söderberg, Johan (* 1962), schwedischer Musiker, Drehbuchautor und Regisseur
- Söderberg, Kjell (1923–2011), schwedischer Beamter, Sachbuchautor und Genealoge
- Söderberg, Lennart (1941–2022), schwedischer Fußballspieler und -trainer
- Søderberg, Marie Tourell (* 1988), dänische Schauspielerin
- Söderberg, Noah (* 2001), schwedischer Fußballspieler
- Soderberg, Theodore (1890–1971), US-amerikanischer Tontechniker
- Soderberg, Theodore G. (1923–2012), US-amerikanischer Tontechniker
- Söderberg, Thomas (* 1948), schwedischer lutherischer Geistlicher und emeritierter Bischof
- Söderberg, Tom (* 1987), schwedischer Fußballspieler
- Söderberg, Tommy (* 1948), schwedischer Fußballtrainer
- Soderbergh, Steven (* 1963), US-amerikanischer Filmregisseur, Filmproduzent, Drehbuchautor, Kameramann und FilmeditorSteven Soderbergh (* 1963)

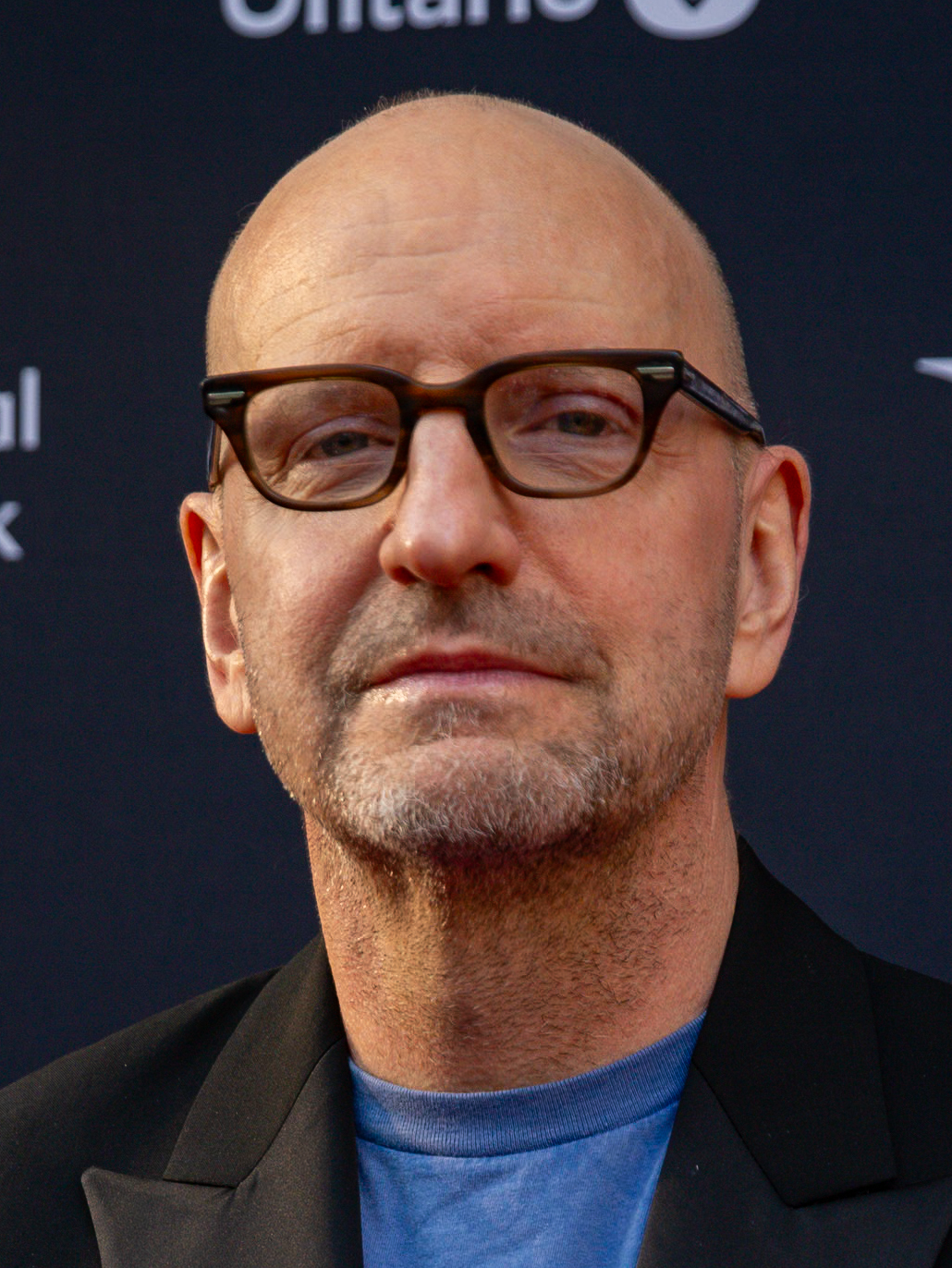
Steven Soderbergh (* 1963)

- Soderblom, Kenny (1925–2019), US-amerikanischer Jazz- und Studiomusiker (Saxophone, Klarinette, Flöte)
- Söderblom, Kerstin (* 1963), deutsche evangelische Pfarrerin
- Söderblom, Nathan (1866–1931), schwedischer lutherischer Theologe und Erzbischof von Uppsala, Friedensnobelpreisträger
- Söderblom, Ulf (1930–2016), finnischer Dirigent
- Söderdahl, Lars (* 1964), schwedischer Schauspieler
- Södergran, Edith (1892–1923), finnlandschwedische Schriftstellerin
- Södergren, Anders (* 1977), schwedischer Skilangläufer
- Södergren, Benny (* 1948), schwedischer Skilangläufer
- Södergren, Håkan (* 1943), schwedischer Yachtdesigner
- Södergren, Håkan (* 1959), schwedischer Eishockeyspieler und -trainer
- Södergren, Inger (* 1947), schwedische Pianistin
- Södergren, Sophie (1847–1923), schwedische Malerin
- Söderhielm, Tiio (* 1984), schwedischer Skilangläufer
- Söderhjelm, Alma (1870–1949), finnische Historikerin
- Söderhjelm, Werner (1859–1931), finnischer Romanist, Germanist und Diplomat
- Söderhjelm, Woldemar (1832–1904), finnischer Jurist und Staatsmann
- Söderholm, Linn (* 1996), schwedische Leichtathletin
- Söderholm, Roosa (* 1994), finnische Schauspielerin
- Söderholm, Toni (* 1978), finnischer Eishockeyspieler und -trainerToni Söderholm (* 1978)

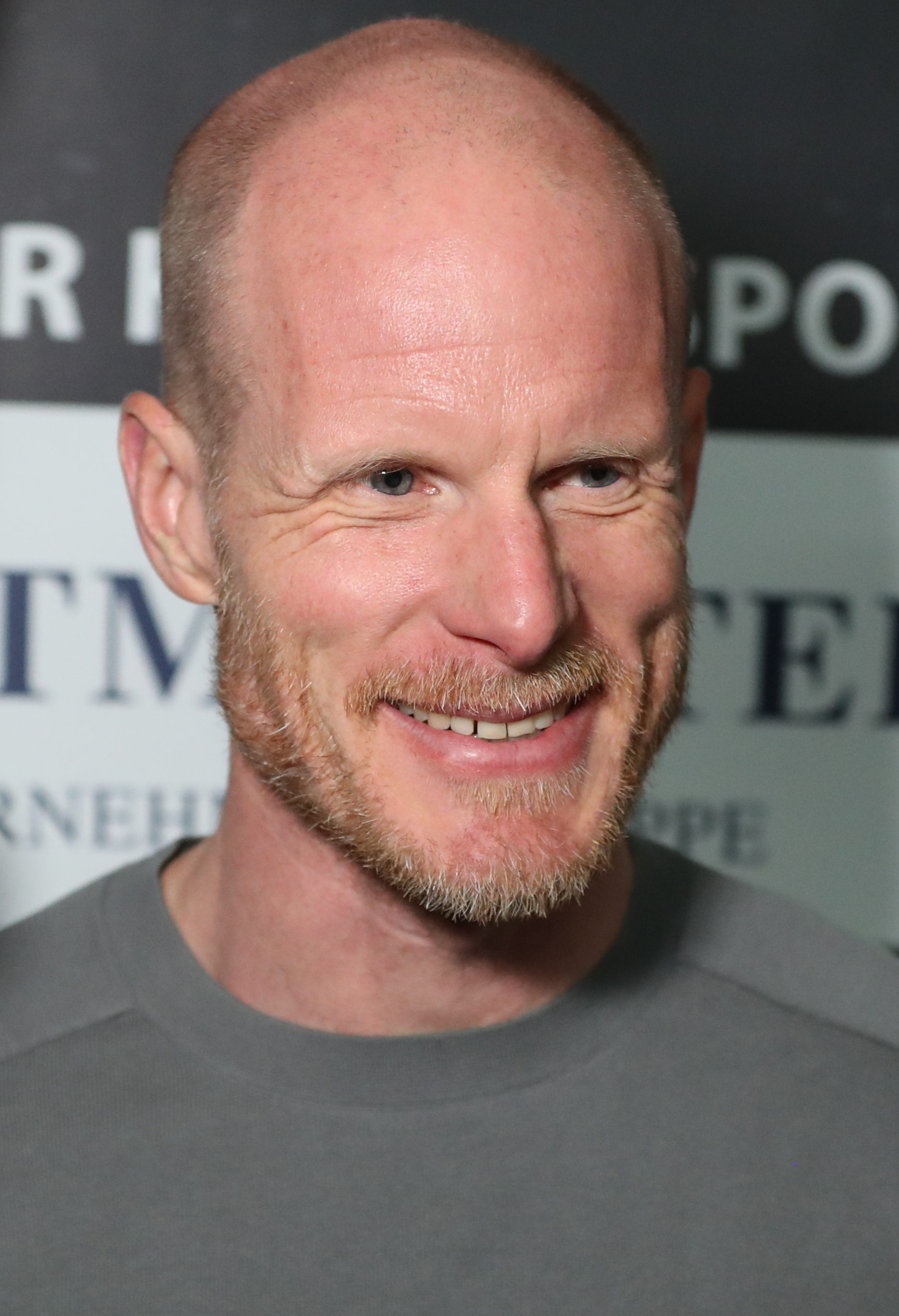
Toni Söderholm (* 1978)

- Söderholm, Valdemar (1909–1990), schwedischer Komponist und Musikpädagoge
- Soderini, Francesco (1453–1524), italienischer Kardinal, Bruder von Piero Soderini
- Soderini, Giovanni Vittorio (1527–1596), italienischer Agronom, Architekt und Sachbuchautor
- Soderini, Piero (1451–1522), florentinischer Staatsmann
- Söderkvist, Andreas (* 1988), schwedischer Fußballschiedsrichterassistent
- Söderlindh, Gunnar (1896–1969), schwedischer Turner
- Söderling, Benny (1941–2009), schwedischer Bandy-, Eishockey- und Fußballspieler
- Söderling, Robin (* 1984), schwedischer TennisspielerRobin Söderling (* 1984)

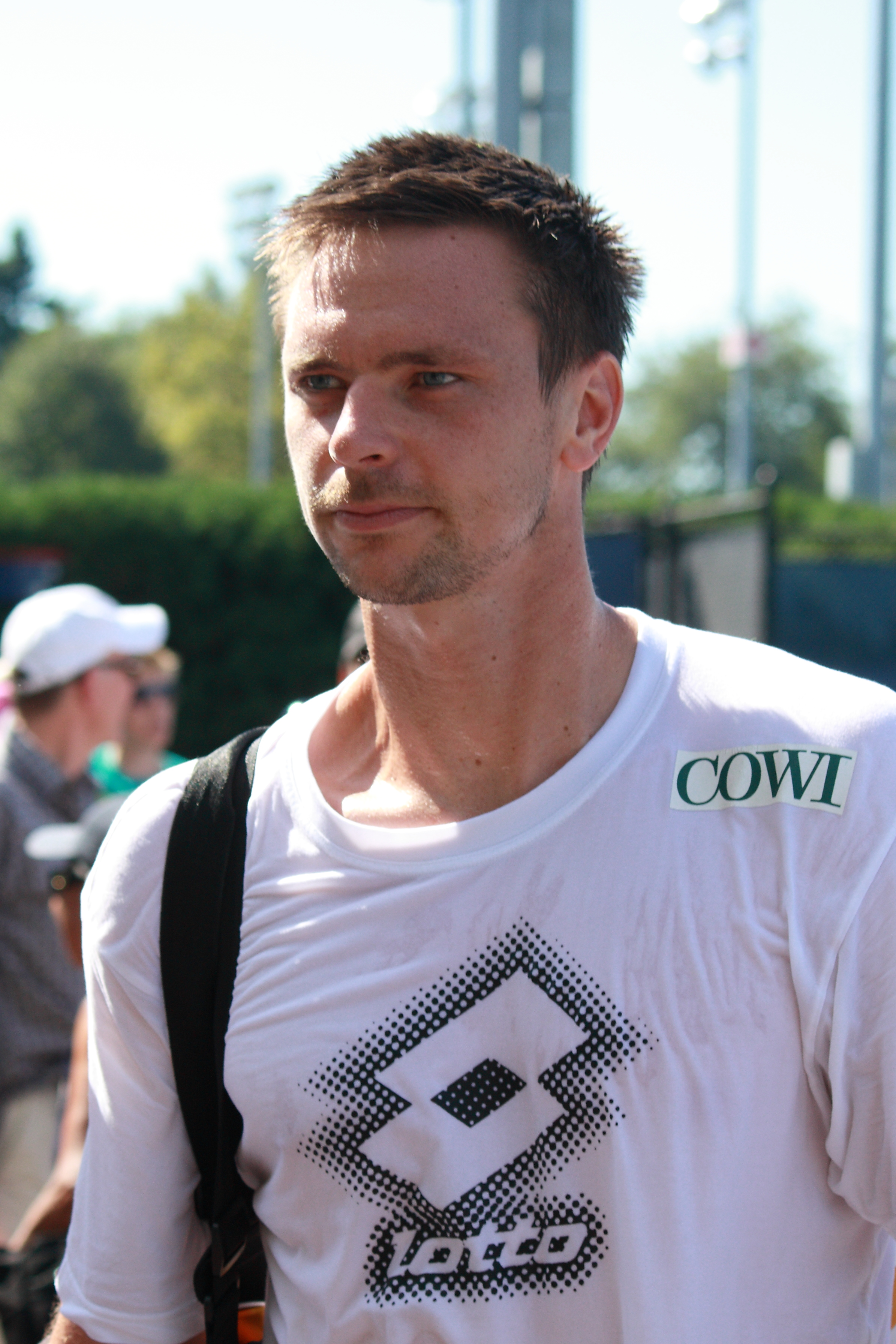
Robin Söderling (* 1984)

- Søderlund, Alexander (* 1987), norwegischer Fußballspieler
- Söderlund, Carl (* 1997), schwedischer Tennisspieler
- Söderlund, Curt (1945–2024), schwedischer Radrennfahrer
- Söderlund, Helene (* 1987), schwedische Skilangläuferin und Ski-Orientierungsläuferin
- Söderlund, Jezper (* 1980), schwedischer Trance-DJ und -Produzent
- Söderlund, Matilda (* 1992), schwedische Sportkletterin
- Söderlund, Michael (* 1962), schwedischer Schwimmer
- Söderlund, Patrick (* 1973), schwedischer Unternehmer, Manager und ehemaliger Automobilrennfahrer
- Söderlund, Ulla-Britt (1943–1985), schwedische Kostümbildnerin, Oscarpreisträgerin
- Söderman, August (1832–1876), schwedischer Komponist der Romantik
- Söderman, Harry (1902–1956), schwedischer Kriminalist, Leiter der schwedischen kriminaltechnischen Anstalt (1939–1953)
- Söderman, Jacob (* 1938), finnlandschwedischer Beamter und Politiker
- Sodermanns, Hermann (1934–2008), deutscher Fußballspieler
- Södermark, Olof Johan (1790–1848), schwedischer Oberstleutnant der Armee, Maler, Grafiker und Bildhauer
- Södermark, Per (1822–1889), schwedischer Porträtmaler der Düsseldorfer Schule
- Söderqvist, Ann-Sofi (* 1956), schwedische Jazzmusikerin
- Söderqvist, Einar (1921–1996), schwedischer Hammerwerfer
- Söderqvist, Jakob (* 2003), schwedischer Radrennfahrer
- Söderqvist, Johan (* 1966), schwedischer Filmkomponist
- Söderqvist, Måns (* 1993), schwedischer Fußballspieler
- Söderström, Birgitta (* 1956), schwedische Fußballspielerin
- Söderström, Bruno (1881–1969), schwedischer Leichtathlet
- Söderström, Carl-Axel (1893–1976), schwedischer Fotograf, Kameramann und LaborleiterCarl-Axel Söderström (1893–1976)

Carl-Axel Söderström (1893–1976)

- Söderström, Dan (* 1948), schwedischer Eishockeyspieler und -trainer
- Söderström, Elisabeth (1927–2009), schwedische Opern- und Konzertsängerin (Sopran)
- Söderström, Fredrik (* 1973), schwedischer Fußballspieler
- Söderström, Gustaf (1865–1958), schwedischer Leichtathlet und Tauzieher
- Söderström, Linus (* 1996), schwedischer Eishockeytorwart
- Söderström, Maja (* 2011), schwedische Kinderdarstellerin
- Söderström, Marit (* 1962), schwedische Seglerin
- Soderstrom, Thomas Robert (1936–1987), US-amerikanischer Botaniker
- Söderström, Tommy (* 1969), schwedischer Eishockeytorwart
- Söderström-Lundberg, Marie (* 1960), schwedische Langstreckenläuferin
- Söderwall, Knut Fredrik (1842–1924), schwedischer Skandinavist

### Sodh
- Sodhi, Ish (* 1992), neuseeländischer Cricketspieler
- Sodhi, Navjot S. (1962–2011), indischer Naturschutzbiologe

### Sodi
- Sodi, Manlio (* 1944), italienischer Ordensgeistlicher und Liturgiewissenschaftler, Präsident der Päpstlichen Akademie für Theologie (seit 2009)
- Sodian, Andreas (* 1956), österreichischer Politiker (FPÖ), Abgeordneter zum Nationalrat
- Sodikin, Imam (* 1980), indonesischer Badmintonspieler, später in Schweden startend
- Söding, Hans (1898–2001), deutscher Botaniker und Hochschullehrer
- Söding, Paul (* 1933), deutscher Physiker und Hochschullehrer
- Söding, Thomas (* 1956), deutscher TheologeThomas Söding (* 1956)

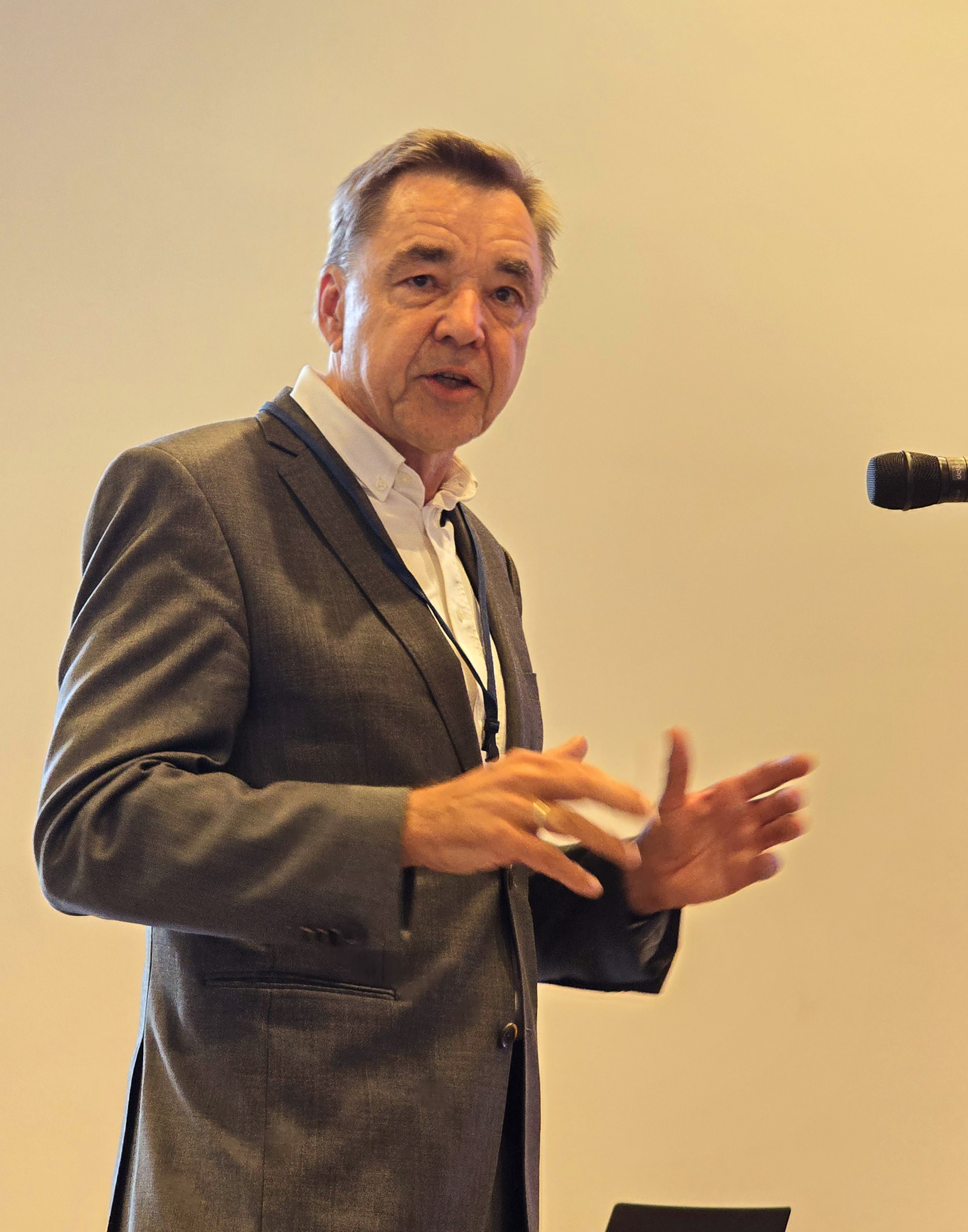
Thomas Söding (* 1956)

- Söding, Ulrich (* 1957), deutscher Kunsthistoriker und Hochschullehrer
- Sodiqjonova, Jamila (* 1996), usbekische Tennisspielerin
- Sodiqov, Shuhrat (* 1969), usbekischer Politiker

### Sodj
- Sodja, Jaka (* 1999), slowenischer Eishockeyspieler
- Sodjinou, Angelo, beninischer Fußballspieler
- Sodjinou, Dossou Christian, beninischer Fußballspieler

### Sodl
- Sodl, Wolfgang (* 1963), österreichischer Politiker (SPÖ), burgenländischer Bundesrat

### Sodn
- Sodnikar, Anja, österreichische Singer-Songwriterin
- Sodnom, Dumaagiin (* 1933), mongolischer Politiker (MRVP), Premierminister

### Sodo
- Sodoma (1477–1549), italienischer MalerSodoma (1477–1549)

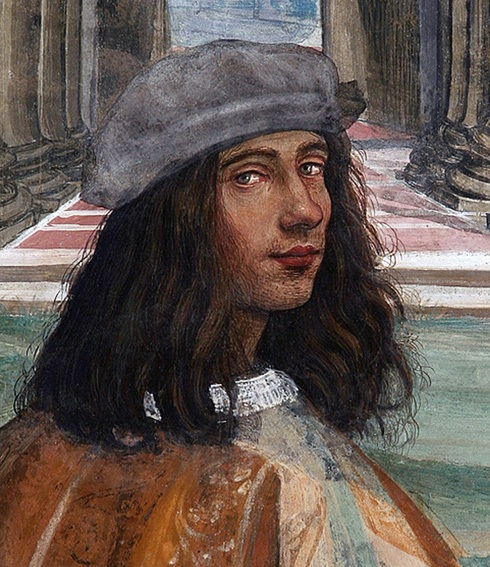
Sodoma (1477–1549)

- Sodomka, Franz (1922–1980), österreichischer Politiker (ÖVP), Landtagsabgeordneter
- Sodow, Luwsandaschijn (1929–1987), mongolischer Schriftsteller

### Sodr
- Sodré, Benjamin de Almeida (1892–1982), brasilianischer Admiral und Fußballnationalspieler
- Sodrel, Mike (* 1945), US-amerikanischer Politiker

### Sodt
- Sodtke, Arthur (1901–1944), deutscher Widerstandskämpfer
- Sodtke, Matthias (* 1962), deutscher Cartoonist, Grafiker und Kinderbuchautor

### Sodu
- Sodupe, Mar, französische Schauspielerin

### Sody
- Sody, Henri Jacob Victor (1892–1959), niederländischer Biologe